# La Playa, Manuel Doblado
La Playa är en ort i Mexiko.   Den ligger i kommunen Manuel Doblado och delstaten Guanajuato, i den centrala delen av landet, 300 km nordväst om huvudstaden Mexico City. La Playa ligger 1 724 meter över havet och antalet invånare är 359.
Terrängen runt La Playa är platt åt sydväst, men åt nordost är den kuperad. Runt La Playa är det ganska glesbefolkat, med 47 invånare per kvadratkilometer. Närmaste större samhälle är Ciudad Manuel Doblado, 13,6 km sydväst om La Playa. Trakten runt La Playa består till största delen av jordbruksmark.